# 行川アイランド駅
行川アイランド駅（なめがわアイランドえき）は、千葉県勝浦市浜行川にある、東日本旅客鉄道（JR東日本）外房線の駅である。

## 概要
旧国鉄時代に商用施設の名前を付けた、数少ない駅の一つである。
行川アイランドを訪れる観光客のために臨時乗降場として設置された後、常設駅となった。勝浦市と鴨川市の境界（旧上総・安房国境）に近い山間部にホームが作られている。2001年8月に行川アイランドは閉園したが、駅はその後も無人駅として従前の駅名のまま存続している。周囲は山に囲まれた地形で、近くの集落までは約1キロメートル離れている。特急わかしおは、行川アイランド閉園前は一部停車だったが、現在は全列車が通過する。

## 歴史
- 1970年（昭和45年）
  - 7月2日：臨時駅として開業[1]する[3]。
  - 7月18日：一部の急行列車停車駅となる[3]。
- 1972年（昭和47年）7月15日：全列車の停車駅となる[3]。
- 1987年（昭和62年）4月1日
  - 常設駅（無人駅）に変更[1]。職員無配置駅だが、出札は1970年代から近距離乗車券、山手線内ゆき、急行券を簡易委託にて取扱があり、改札も実施している。
  - 国鉄分割民営化に伴い、東日本旅客鉄道（JR東日本）の駅となる[1]。
- 2001年（平成13年）9月1日：行川アイランド閉園に伴い無人化[4]。特急はこの時から通過となる[4]。ただし、勝浦駅 - 安房鴨川駅間を普通列車として運行する特急列車は停車する。
- 2008年（平成20年）1月：駅舎を撤去。新築する。
- 2009年（平成21年）3月14日：ICカード「Suica」の利用が可能となる[5]。東京近郊区間に組み込まれる[5]。

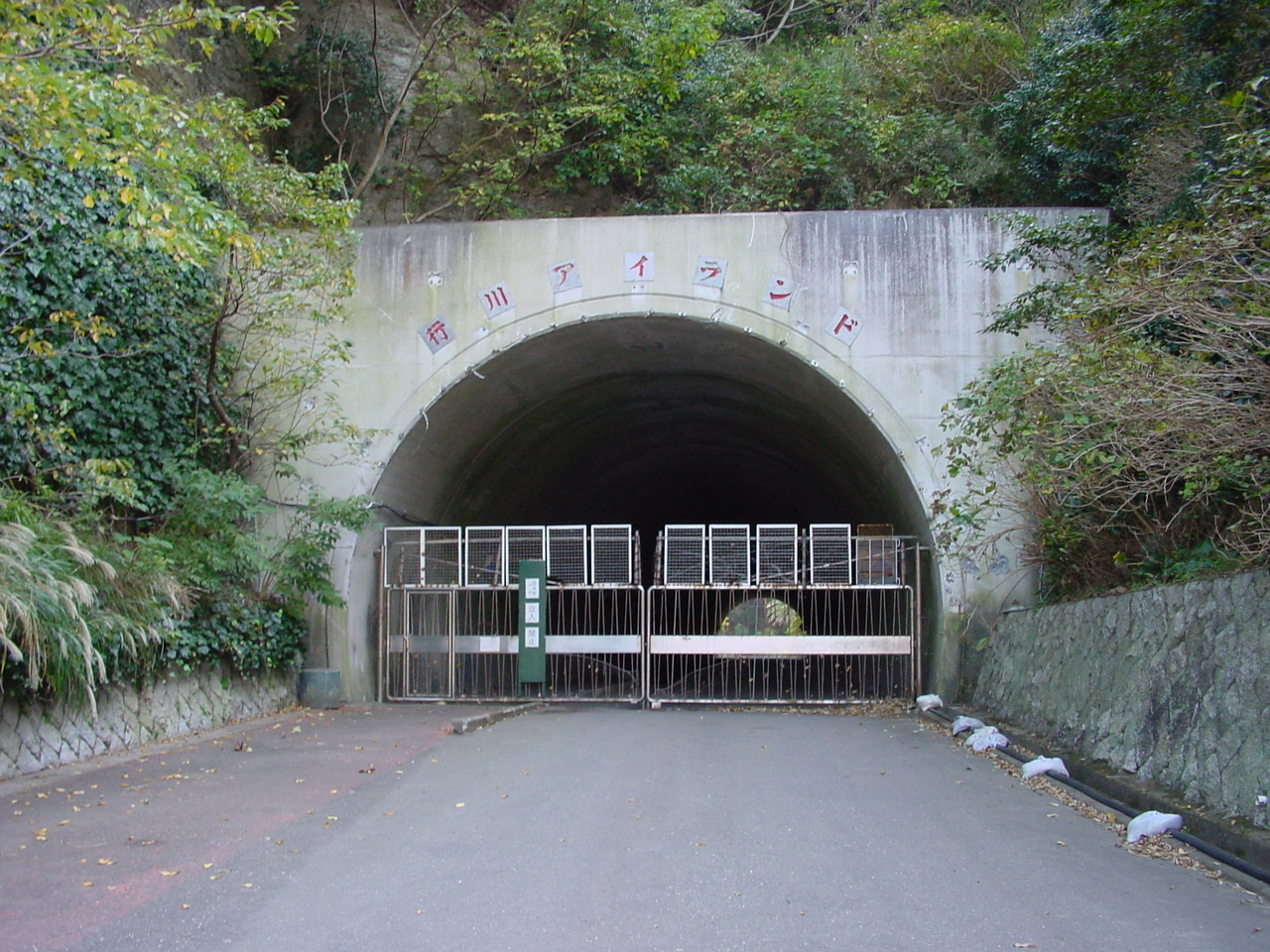
閉鎖された行川アイランド園内出入口トンネル（2005年11月）
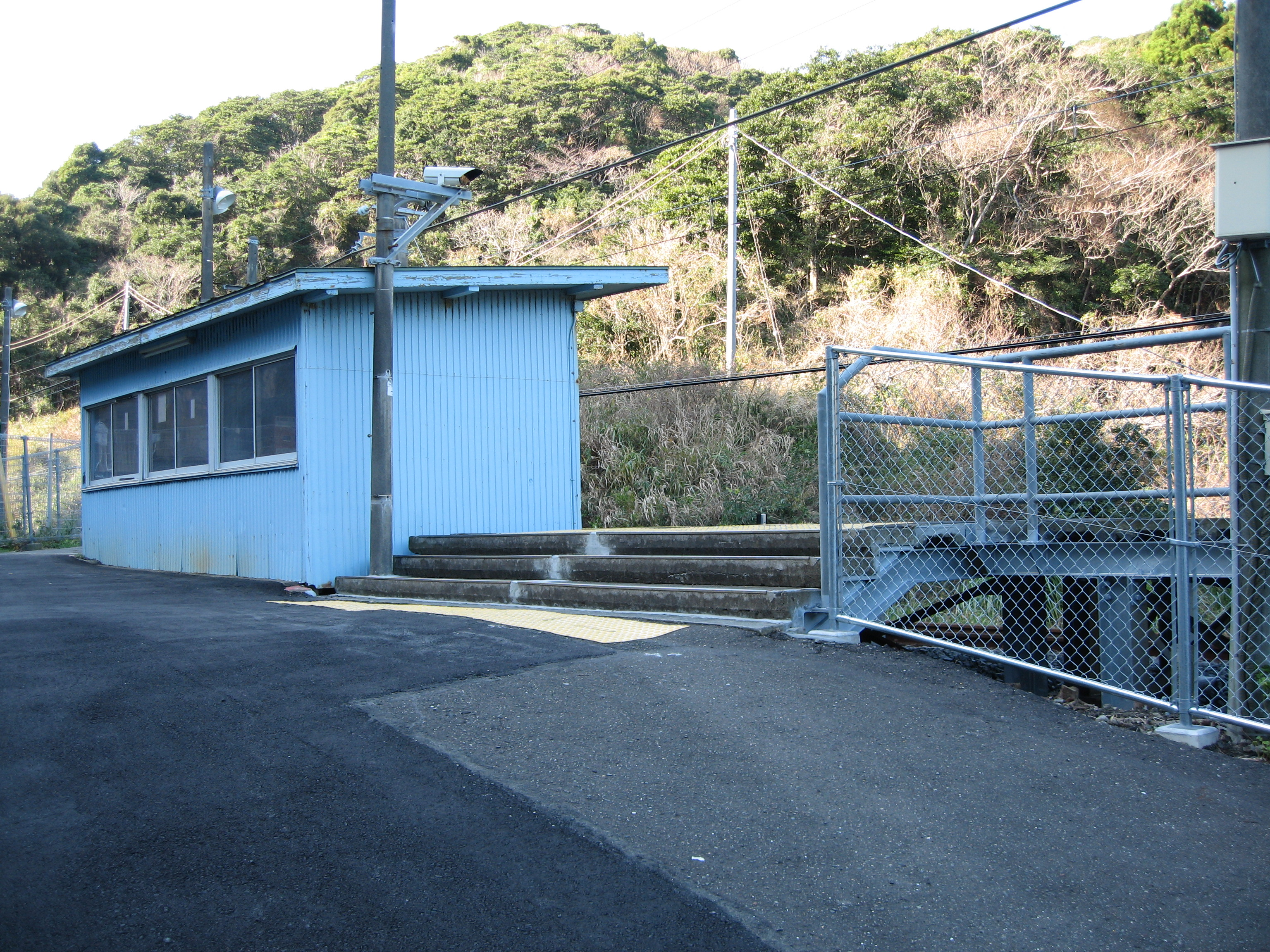
旧駅出入口（2007年1月）
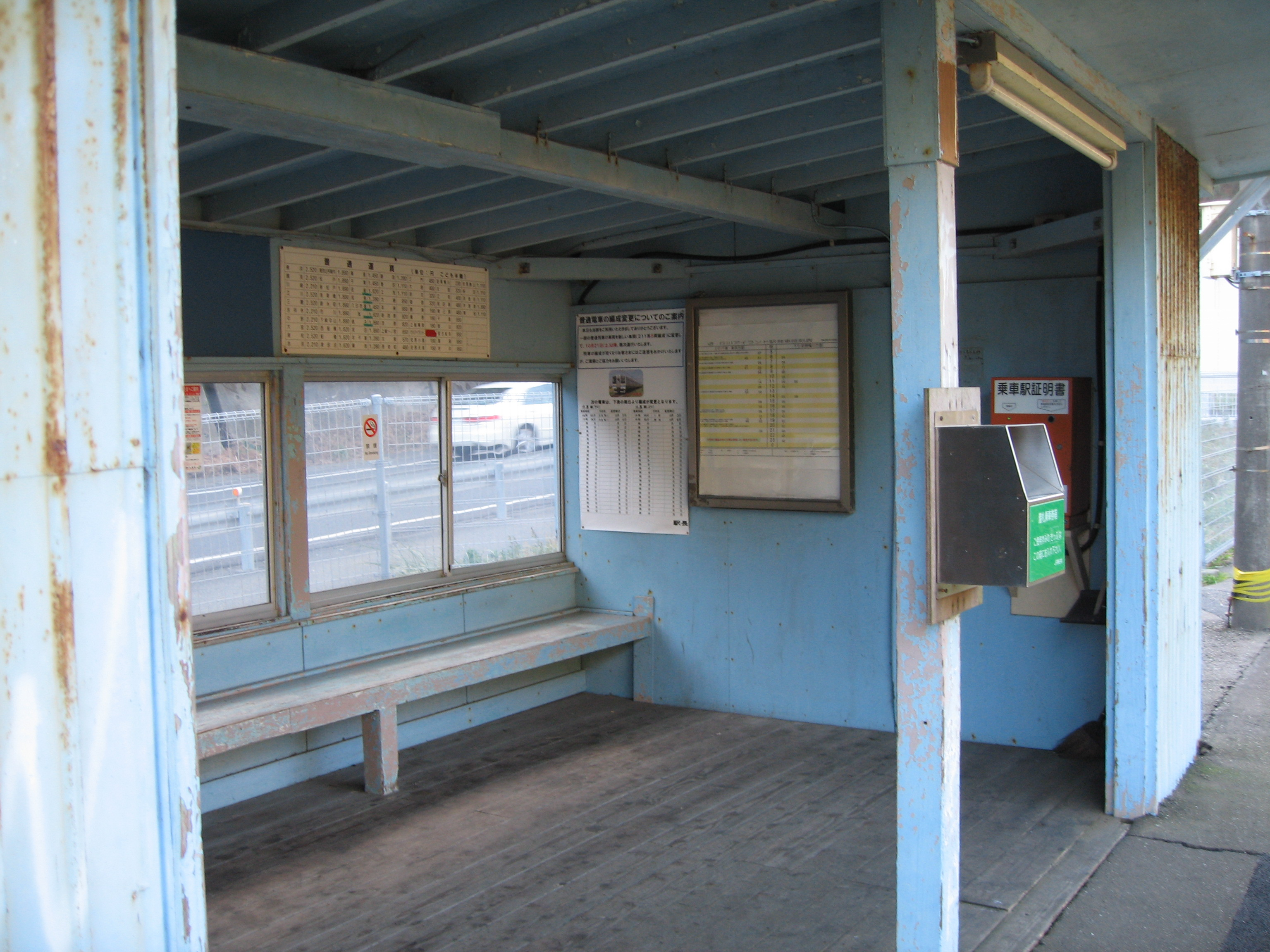
旧待合室（2007年1月）

## 駅構造
単式ホーム1面1線を有する地上駅になっている。ホームは11両編成までに対応する。かつては駅前通路に汲み取り式トイレが設置されていたが、現在は閉鎖されている。
茂原統括センター（勝浦駅）管理の無人駅で、簡易Suica改札機・乗車駅証明書発行機が設置されている。当駅 - 安房小湊駅間は強風の影響を受けやすく、しばしば速度規制や運転中止になる。

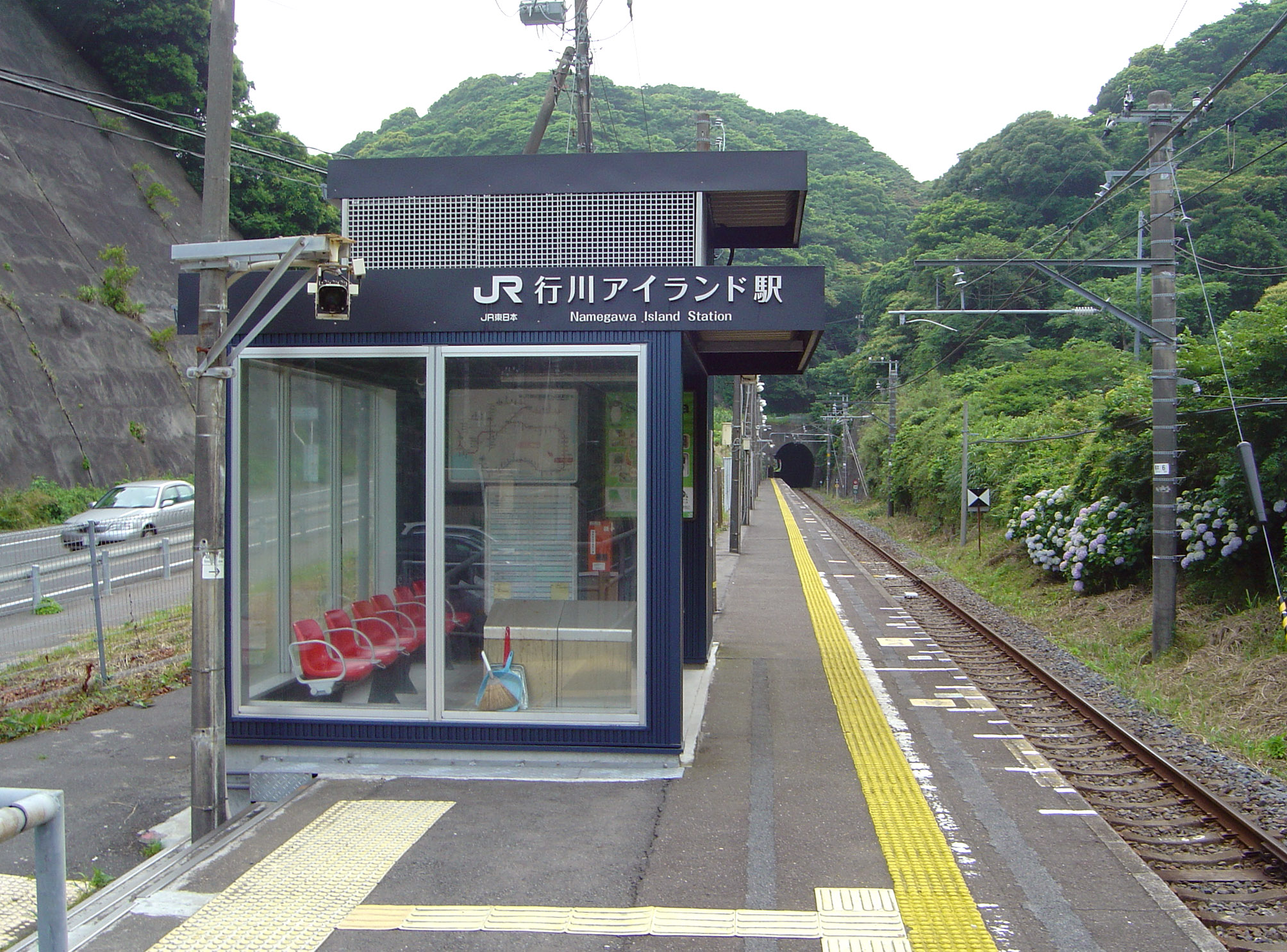
待合所（2009年6月）
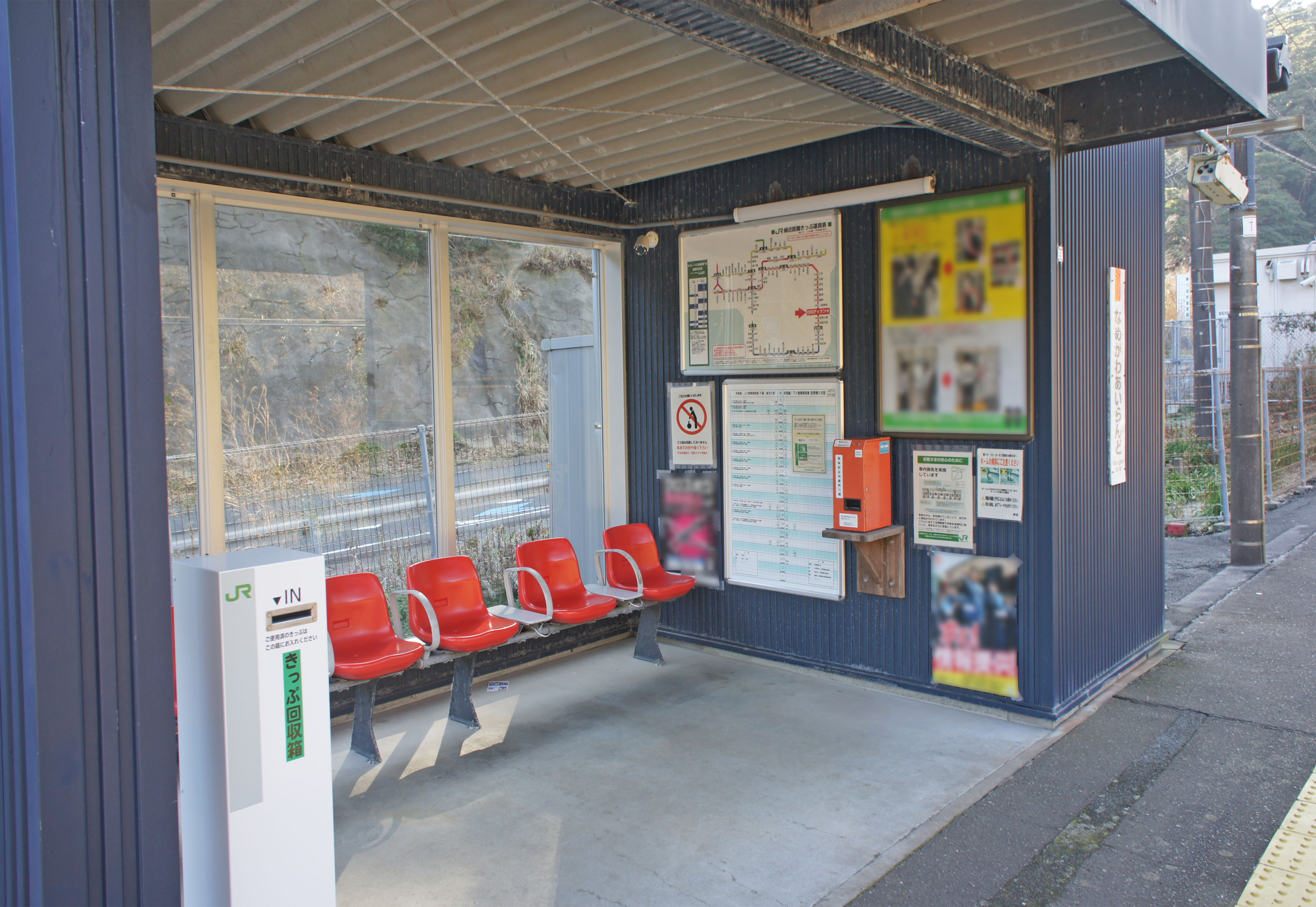
待合室内（2022年2月）
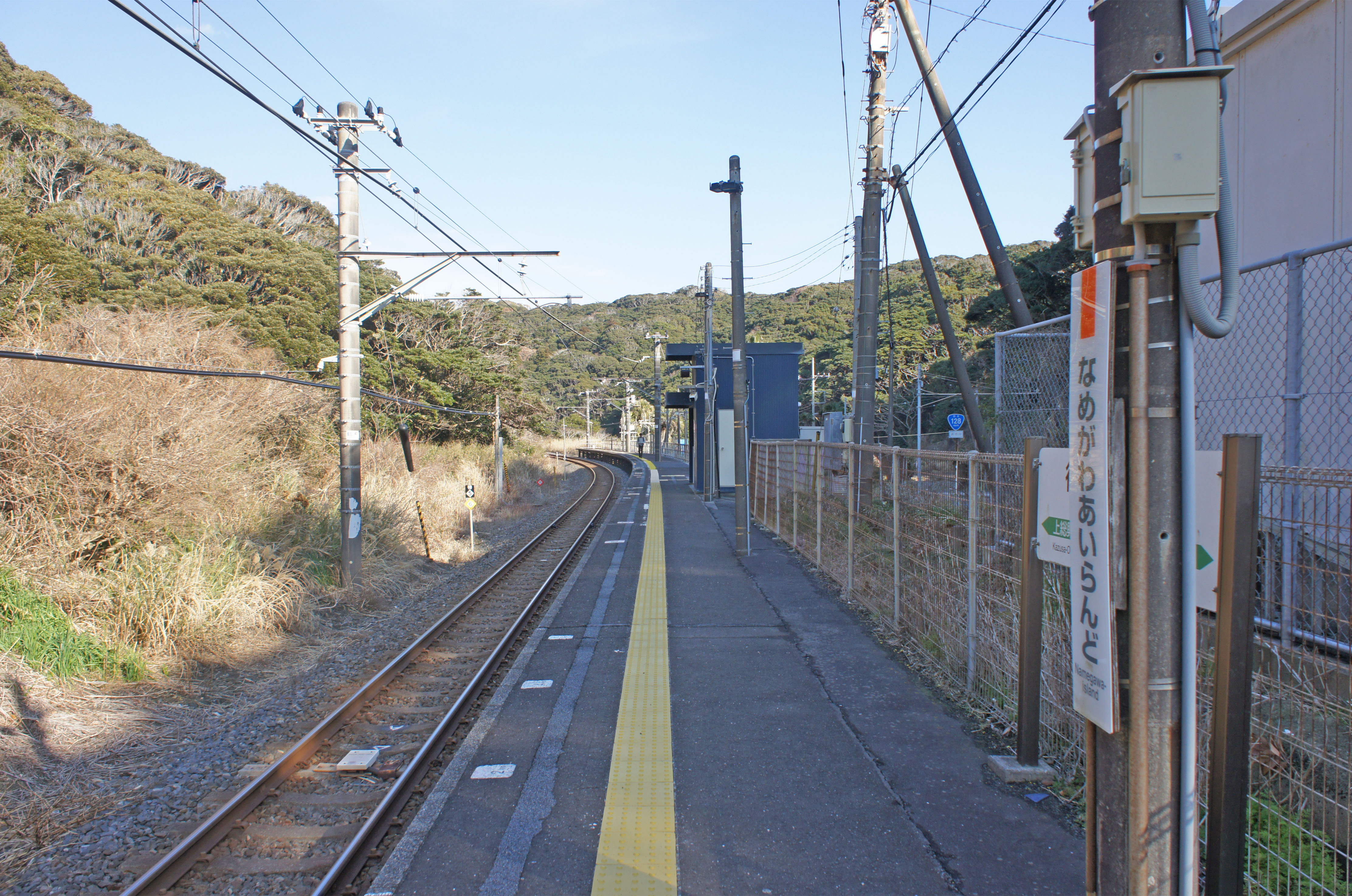
駅ホーム（2022年2月）

## 利用状況
2006年（平成18年）度の1日平均乗車人員は19人であり、県内のJR駅の中では最も少なかった。1990年代前半は200人超であったが、1994年に200人を割ってからは、年々減少の一途をたどっている。駅名の通り実質的に行川アイランドの来園のための専用駅で、閉園後は一気に利用客が減少した。
千葉県統計年鑑によると、近年の1日平均乗車人員の推移は以下の通り。
| 年度               | 1日平均 乗車人員 | 出典     |
| ------------------ | ---------------- | -------- |
| 1990年（平成02年） | 266              | [ * 1 ]  |
| 1991年（平成03年） | 235              | [ * 2 ]  |
| 1992年（平成04年） | 241              | [ * 3 ]  |
| 1993年（平成05年） | 236              | [ * 4 ]  |
| 1994年（平成06年） | 195              | [ * 5 ]  |
| 1995年（平成07年） | 161              | [ * 6 ]  |
| 1996年（平成08年） | 140              | [ * 7 ]  |
| 1997年（平成09年） | 121              | [ * 8 ]  |
| 1998年（平成10年） | 117              | [ * 9 ]  |
| 1999年（平成11年） | 106              | [ * 10 ] |
| 2000年（平成12年） | 84               | [ * 11 ] |
| 2001年（平成13年） | 59               | [ * 12 ] |
| 2002年（平成14年） | 28               | [ * 13 ] |
| 2003年（平成15年） | 26               | [ * 14 ] |
| 2004年（平成16年） | 20               | [ * 15 ] |
| 2005年（平成17年） | 21               | [ * 16 ] |
| 2006年（平成18年） | 19               | [ * 17 ] |

備考
1. ↑  2001年8月31日に行川アイランドが閉園。

## 駅周辺
- 国道128号

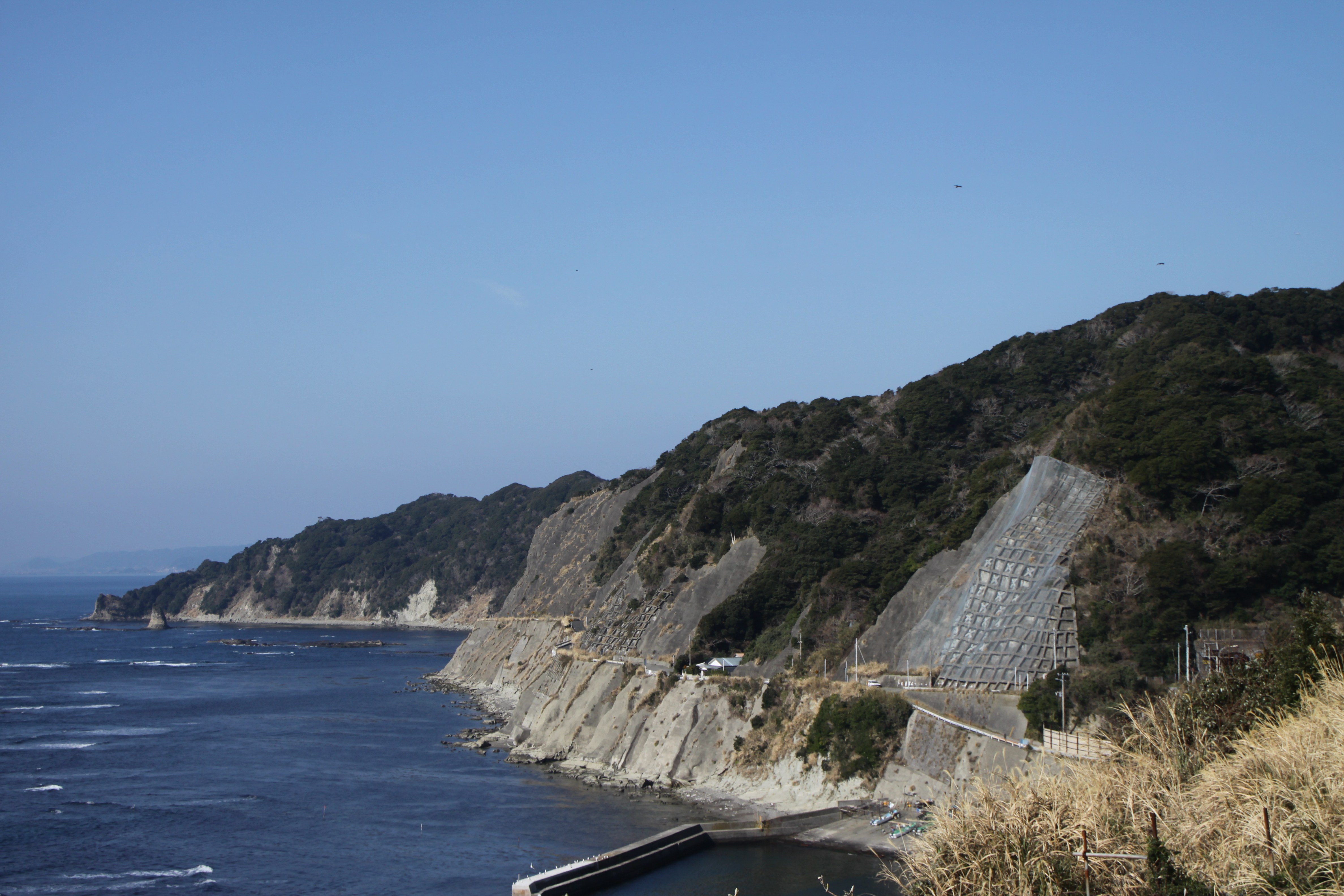
おせんころがし

- 旧勝浦市立行川小学校（上総興津駅方向へ約500メートル） - 2009年（平成21年）に市立興津小学校と合併のため閉校。 2010年（平成22年）から2014年（平成26年）は、かつうらビッグひな祭りの主要会場のひとつとなっていた。
- 新勝浦市漁業協同組合浜行川支所
- 勝浦中継局
- 浜行川漁港
- 大沢漁港
- おせんころがし
- 浜行川岬

## バス路線
2019年（令和元年）9月30日をもって、鴨川日東バス「市内線」の一部区間（誕生寺入口 - 行川アイランド - 興津駅）が廃止となった。

## その他
Suicaの履歴表示は、当駅を「行川アイ」と表記する。

## 隣の駅
東日本旅客鉄道（JR東日本）
■外房線
上総興津駅 - 行川アイランド駅 - 安房小湊駅

### 記事本文

### 利用状況
1. ↑  千葉県統計年鑑 - 千葉県

千葉県統計年鑑
1. ↑  千葉県統計年鑑（平成3年）
2. ↑  千葉県統計年鑑（平成4年）
3. ↑  千葉県統計年鑑（平成5年）
4. ↑  千葉県統計年鑑（平成6年）
5. ↑  千葉県統計年鑑（平成7年）
6. ↑  千葉県統計年鑑（平成8年）
7. ↑  千葉県統計年鑑（平成9年）
8. ↑  千葉県統計年鑑（平成10年）
9. ↑  千葉県統計年鑑（平成11年）
10. ↑  千葉県統計年鑑（平成12年）
11. ↑  千葉県統計年鑑（平成13年）
12. ↑  千葉県統計年鑑（平成14年）
13. ↑  千葉県統計年鑑（平成15年）
14. ↑  千葉県統計年鑑（平成16年）
15. ↑  千葉県統計年鑑（平成17年）
16. ↑  千葉県統計年鑑（平成18年）
17. ↑  千葉県統計年鑑（平成19年）